# Fårsjön, Uppland
Fårsjön är en sjö i Uppsala kommun i Uppland och ingår i Norrströms huvudavrinningsområde.